# Asociación Estadounidense de Diabetes
La Asociación Estadounidense de Diabetes (American Diabetes Association o por sus siglas en inglés ADA), es una organización con fines de lucro con sede en los Estados Unidos que busca educar al público sobre la diabetes y ayudar a las personas afectadas financiando investigaciones para controlar, curar y prevenir la diabetes (incluyendo tipo 1 diabetes, tipo 2 diabetes, gestational diabetes, y pre-diabetes).
En 2016, los ingresos totales de la ADA eran de $171 millones.
La organización ha contratado agentes de telemercadeo a un costo muy elevado en el pasado. En un caso, la ADA celebró un contrato con InfoCision, una empresa de telemercadeo que trabaja en estrecha colaboración con organizaciones sin fines de lucro, por el cual solo el 15% de los fondos previstos se otorgaría a la ADA y la otra empresa de telemercadeo mantendría el 85% restante. Además, los telemarketers recibieron instrucciones de mentir a los posibles donantes con respecto a la cantidad de su donación destinada a la ADA.
La ADA trabaja con expertos para publicar una variedad de libros informativos, revistas y revistas para ambos profesionales médicos y los consumidores que incluyen Diabetes revista de Previsión. (ISSN 0095-8301 ).

## Patrocinadores
La Asociación Estadounidense de Diabetes como cualquier otra organización, necesita fondos monetarios para el impulso de su meta, a la cual se suma también otros gastos como la permanencia de su asociación.
Aquí se encuentra las compañías, organizaciones y otros rubros que hacen de una u otra forma, la sustentación de la organización:
- Grupo Danone
- Kraft Foods Inc.
- Bumble Bee Foods, LLC
- Oscar Mayer
- Velveeta
- Lunchables

Aunque estos patrocinadores son principalmente relacionados con la comida, no hay una clara relación entre ellos; para ser más claros, por qué la ADA esta entrelazada con esos socios corporativos de comida que se supone que esos alimentos incrementa gravemente la posibilidad de contraer diabetes, en pocas palabras, La ADA que se supone que previene la diabetes son patrocinios de Grupo Danone, Kraft Foods Inc, , entre otros, cuyos alimentos son la principal razón de la adquisición de diabetes.